# Dubyna (obwód lwowski)
Dubyna (ukr. Дубина) – wieś na Ukrainie, w obwodzie lwowskim, w rejonie złoczowskim, w hromadzie Zabłotce. W 2001 roku liczyła 245 mieszkańców.
Do 2020 w rejonie brodzkim. 